# قائمة العملات التذكارية لدول مجلس التعاون الخليجي
يشمل مجلس التعاون الخليجي دول: البحرين، والإمارات، والسعودية، والكويت، وقطر، وسلطنة عمان، ولكل منها إصدارات تذكارية للعملات النقدية في شكلها الورقي وكذلك في شكلها المعدني، والعملات التذكارية تكون مرنبطة بحدث أو ذكرى محددة ، والتي غالبا ما تكون تذكار غير قابل للتداول، والقائمة هنا محاولة لرصد هذه العملات في الدول سالفة الذكر.

## القائمة

### أولاً: العملات التذكارية لدولة الإمارات.
|    | العملات التذكارية لدولة الإمارات | العملات التذكارية لدولة الإمارات                                         | العملات التذكارية لدولة الإمارات | العملات التذكارية لدولة الإمارات | العملات التذكارية لدولة الإمارات |         |
| م  | عام الاصدار                      | المناسبة                                                                 | القيمة الاسمية                   | المعدن                           | الوزن                            | ملاحظات |
| -- | -------------------------------- | ------------------------------------------------------------------------ | -------------------------------- | -------------------------------- | -------------------------------- | ------- |
| 1  | 1976                             | الذكرى الخامسة للعيد الوطني لدولة الإمارات العربية المتحدة               | 1000                             | ذهبية                            | 40 جرام                          |         |
| 1  | 1976                             | الذكرى الخامسة للعيد الوطني لدولة الإمارات العربية المتحدة               | 500                              | ذهبية                            | 20 جرام                          |         |
| 2  | 1981                             | القرن الخامس عشر الهجري                                                  | 5                                | Cu/Ni                            | 14.25 جرام                       |         |
| 3  | 1986                             | أولمبياد الشطرنج ال27 في دبي                                             | 1                                | Cu/Ni                            | 11.31 جرام                       |         |
| 4  | 1987                             | الذكرى السنوية الخامسة والعشرون لأول شحنة نفط بحرية من أبوظبي            | 1                                | Cu/Ni                            | 11.31 جرام                       |         |
| 4  | 1987                             | الذكرى العاشرة لتأسيس جامعة الإمارات العربية المتحدة                     | 1                                | Cu/Ni                            | 11.31 جرام                       |         |
| 5  | 1990                             | تأهل منتخب الإمارات لكرة القدم إلى كأس العالم لكرة القدم 1990            | 1                                | Cu/Ni                            | 11.31 جرام                       |         |
| 6  | 1992                             | تأبين المغفور له الشيخ راشد بن سعيد آل مكتوم                             | 50                               | فضية                             | 40 جرام                          |         |
| 6  | 1992                             | تأبين المغفور له الشيخ راشد بن سعيد آل مكتوم                             | 500                              | ذهبية                            | 20 جرام                          |         |
| 6  | 1992                             | تأبين المغفور له الشيخ راشد بن سعيد آل مكتوم                             | 1000                             | ذهبية                            | 40 جرام                          |         |
| 6  | 1992                             | الذكرى ال10 لتأسيس مصرف الإمارات العربية المتحدة المركزي                 | 50                               | فضية                             | 40 جرام                          |         |
| 6  | 1992                             | الذكرى ال10 لتأسيس مصرف الإمارات العربية المتحدة المركزي                 | 500                              | ذهبية                            | 20 جرام                          |         |
| 6  | 1992                             | الذكرى ال10 لتأسيس مصرف الإمارات العربية المتحدة المركزي                 | 1000                             | ذهبية                            | 40 جرام                          |         |
| 7  | 1995                             | الذكرى العشرين لتأسيس الاتحاد النسائي العام                              | 1000                             | ذهبية                            | 40 جرام                          |         |
| 7  | 1995                             | الذكرى العشرين لتأسيس الاتحاد النسائي العام                              | 500                              | ذهبية                            | 20 جرام                          |         |
| 7  | 1995                             | الذكرى الخمسين لتأسيس جامعة الدول العربية                                | 50                               | فضية                             | 40 جرام                          |         |
| 8  | 1996                             | الذكرى الثلاثون لحكم الشيخ زايد بن سلطان آل نهيان                        | n/a                              | ذهبية                            | 200 جرام                         |         |
| 8  | 1996                             | الذكرى الثلاثون لحكم الشيخ زايد بن سلطان آل نهيان                        | 1000                             | ذهبية                            | 40 جرام                          |         |
| 8  | 1996                             | الذكرى الثلاثون لحكم الشيخ زايد بن سلطان آل نهيان                        | 50                               | فضية                             | 40 جرام                          |         |
| 8  | 1996                             | اليوم الوطني الخامس والعشرون لدولة الإمارات العربية المتحدة              | n/a                              | ذهبية                            | 200 جرام                         |         |
| 8  | 1996                             | اليوم الوطني الخامس والعشرون لدولة الإمارات العربية المتحدة              | 1000                             | ذهبية                            | 40 جرام                          |         |
| 8  | 1996                             | اليوم الوطني الخامس والعشرون لدولة الإمارات العربية المتحدة              | 50                               | فضية                             | 40 جرام                          |         |
| 9  | 1998                             | الذكرى الـ 35 لتأسيس بنك دبي الوطني                                      | 1                                | Cu/Ni                            | 6.4 جرام                         |         |
| 9  | 1998                             | الذكرى الـ 35 لتأسيس بنك دبي الوطني                                      | 25                               | فضية                             | 20 جرام                          |         |
| 9  | 1998                             | الذكرى الـ 35 لتأسيس بنك دبي الوطني                                      | 50                               | فضية                             | 40 جرام                          |         |
| 9  | 1998                             | الذكرى العاشرة لتأسيس كليات التقنية العليا                               | 1                                | Cu/Ni                            | 6.4 جرام                         |         |
| 9  | 1998                             | الذكرى العاشرة لتأسيس كليات التقنية العليا                               | 50                               | فضية                             | 40 جرام                          |         |
| 9  | 1998                             | الذكرى الخمسين لتأسيس اليونيسف                                           | 50                               | فضية                             | 27.22 جرام                       |         |
| 9  | 1998                             | الشارقة عاصمة الثقافة العربية                                            | 50                               | فضية                             | 40 جرام                          |         |
| 9  | 1998                             | الشارقة عاصمة الثقافة العربية                                            | 1                                | Cu/Ni                            | 6.4 جرام                         |         |
| 9  | 1998                             | فاطمة بنت مبارك الكتبي الشخصية الإنسانية 1998                            | n/a                              | ذهبية                            | 40 جرام                          |         |
| 9  | 1998                             | فاطمة بنت مبارك الكتبي الشخصية الإنسانية 1998                            | n/a                              | ذهبية                            | 20 جرام                          |         |
| 10 | 1999                             | الذكرى 25 لشحنة النفط الأولى من حقل أبو البخوش النفطي في أبوظبي          | 25                               | فضية                             | 20 جرام                          |         |
| 10 | 1999                             | الذكرى الثلاثون لتأسيس غرفة تجارة وصناعة أبوظبي                          | 50                               | فضية                             | 40 جرام                          |         |
| 10 | 1999                             | الذكرى المئوية لتأسيس دائرة الموانئ والجمارك في دبي                      | 100                              | فضية                             | 40 جرام                          |         |
| 10 | 1999                             | الشيخ زايد بن سلطان آل نهيان شخصية العام الإسلامية                       | n/a                              | ذهبية                            | 40 جرام                          |         |
| 10 | 1999                             | الشيخ زايد بن سلطان آل نهيان شخصية العام الإسلامية                       | 50                               | فضية                             | 40 جرام                          |         |
| 10 | 1999                             | الشيخ زايد بن سلطان آل نهيان شخصية العام الإسلامية                       | 1                                | Cu/Ni                            | 6.4 جرام                         |         |
| 10 | 1999                             | شهادة وزارة المالية والصناعة ISO-9001                                    | 50                               | فضية                             | 40 جرام                          |         |
| 11 | 2000                             | الذكرى السنوية الخامسة والعشرون لتأسيس بنك دبي الإسلامي                  | 1                                | Cu/Ni                            | 6.4 جرام                         |         |
| 11 | 2000                             | الذكرى السنوية الخامسة والعشرون لتأسيس بنك دبي الإسلامي                  | 25                               | فضية                             | 20 جرام                          |         |
| 11 | 2000                             | الذكرى السنوية الخامسة والعشرون لتأسيس بنك دبي الإسلامي                  | 50                               | فضية                             | 40 جرام                          |         |
| 11 | 2000                             | الذكرى 25 لتأسيس الاتحاد النسائي العام                                   | 50                               | فضية                             | 40 جرام                          |         |
| 11 | 2000                             | الذكرى 25 لتأسيس الاتحاد النسائي العام                                   | 1                                | Cu/Ni                            | 6.4 جرام                         |         |
| 11 | 2000                             | الذكرى الخامسة والعشرون لتأسيس المصرف العربي للاستثمار والتجارة الخارجية | 50                               | فضية                             | 40 جرام                          |         |
| 11 | 2000                             | افتتاح مبنى الشيخ راشد في مطار دبي الدولي                                | 50                               | فضية                             | 40 جرام                          |         |
| 12 | 2001                             | الذكرى الـ 25 لتوحيد القوات المسلحة الإماراتية                           | 50                               | فضية                             | 40 جرام                          |         |
| 12 | 2001                             | الذكرى الـ 25 لتوحيد القوات المسلحة الإماراتية                           | 1                                | Cu/Ni                            | 6.4 جرام                         |         |
| 12 | 2001                             | الذكرى الثلاثين لتأسيس متحف العين الوطني                                 | 50                               | فضية                             | 40 جرام                          |         |
| 12 | 2001                             | الذكرى العشرين لمعهد التطوير الإداري المدرسة الأحمدية في دبي             | 50                               | فضية                             | 40 جرام                          |         |
| 13 | 2002                             | الذكرى ال25 لتأسيس جامعة الإمارات العربية المتحدة                        | 50                               | فضية                             | 40 جرام                          |         |
| 13 | 2002                             | جائزة الشيخ حمدان بن راشد آل مكتوم للعلوم الطبية                         | 50                               | فضية                             | 40 جرام                          |         |
| 13 | 2002                             | المدرسة الأحمدية في دبي                                                  | 50                               | فضية                             | 40 جرام                          |         |
| 14 | 2003                             | الذكرى الثلاثين لتأسيس مصرف الإمارات العربية المتحدة المركزي             | n/a                              | ذهبية                            | 40 جرام                          |         |
| 14 | 2003                             | الذكرى الثلاثين لتأسيس مصرف الإمارات العربية المتحدة المركزي             | 50                               | فضية                             | 40 جرام                          |         |
| 14 | 2003                             | الاجتماعات السنوية للبنك الدولي وصندوق النقد الدولي في دبي               | n/a                              | ذهبية                            | 40 جرام                          |         |
| 14 | 2003                             | الاجتماعات السنوية للبنك الدولي وصندوق النقد الدولي في دبي               | 50                               | فضية                             | 40 جرام                          |         |
| 14 | 2003                             | الاجتماعات السنوية للبنك الدولي وصندوق النقد الدولي في دبي               | 1                                | Cu/Ni                            | 6.4 جرام                         |         |
| 15 | 2004                             | الذكرى الخامسة والعشرون على تأسيس بنك الخليج الأول                       | 1                                | نحاس/نيكل                        | 6.4 جرام                         |         |
| 16 | 2005                             | اليوبيل الذهبي لشرطة أبوظبي                                              | 50                               | فضية                             | 40 جرام                          |         |
| 17 | 2007                             | الذكرى الثلاثون لتأسيس شركة تطوير زاكوم (زادكو)                          | 1                                | Cu/Ni                            | 6.4 جرام                         |         |
| 18 | 2012                             | الذكرى الخمسين لشحنة النفط الأولى من دولة الإمارات العربية المتحدة       | 1                                | Cu/Ni                            | 6.4 جرام                         |         |
| 19 | 2014                             | اختيار الشارقة عاصمة للثقافة الإسلامية 2014                              | 100                              | فضية                             | 60 جرام                          |         |
| 20 | 2018                             | مسكوكة بمناسبة عام زايد 2018                                             | 50                               | فضية                             | 40 جرام                          |         |
| 21 | 2019                             | تخليد افتتاح مسجد الشارقة                                                | 100                              | ذهبية- فضية                      | 60 جرام                          |         |
| 22 | 2020                             | إكسبو 2020                                                               | -                                | ذهبية                            | 40 جرام                          |         |
| 22 | 2020                             | إكسبو 2020                                                               | 50                               | فضية                             | 40 جرام                          |         |
| 22 | 2020                             | تخليد رحلة أول رائد فضاء إماراتي                                         | 50                               | فضية                             | 40 جرام                          |         |
| 23 | 2021                             | تخليد افتتاح مدرج خورفكان                                                |                                  | ذهبية                            | 50 جرام                          |         |
| 23 | 2021                             | متحف عجمان                                                               | 50                               | فضية                             | 40 جرام                          |         |
| 23 | 2021                             | الذكرى العاشرة لجائزة محمد بن راشد آل مكتوم للإبداع الرياضي              | 50                               | قضية                             | 40 جرام                          |         |
| 24 | 2022                             | الذكرى الثلاثون لتأسيس مجلس التوازن الاقتصادي                            | 30                               | فضية                             | 40 جرام                          |         |
| 24 | 2022                             | الذكرى الخمسين لتأسيس اتحاد الإمارات لكرة القدم                          | n/a                              | فضية                             | 40 جرام                          |         |

### ثانيًا: العملات التذكارية لدولة البحرين
| م | سنة الاصدار | المناسبة                                                       | المعدن                   | الوجه | الخلف | ملاحظات                        |
| - | ----------- | -------------------------------------------------------------- | ------------------------ | --- | --- | ------------------------------ |
| 1 | 1978م       | افتتاح المبني الجديد لمؤسسة نقد البحرين بالمنطقة الدبلوماسية   | ذهب                      | صورة جانبية لحضرة صاحب السمو الشيخ عيسى بن سلمان آل خليفة أمير دولة البحرين                                                                                               | شعار دولة البحرين مع ابراز القيمة النقدية 50 دينار                                                        | الوزن (15.98 ) - الأبعاد 29.50 |
| 1 | 1978م       | افتتاح المبنى الجديد لمؤسسة نقد البحرين بالمنطقة الدبلوماسية   | ذهب                      | صورة جانبية لحضرة صاحب السمو الشيخ عيسى بن سلمان آل خليفة أمير دولة البحرين                                                                                               | شعار دولة البحرين مع إبراز القيمة النقدية 100 دينار                                                       | لوزن (31.96 ) - الأبعاد 36     |
| 2 | 1983م       | الذكرى العاشرة لتأسيس مؤسسة نقد البحرين                        | فضة                      | شعار دولة البحرين وصورة للنخلة | صورة جانبية لحضرة صاحب السمو الشيخ عيسى بن سلمان آل خليفة وصور لفئات المسكوكات النقدية المعدنية البحرينية |                                |
| 3 | 1986        | الذكرى السنوية الخامسة والعشرون للصندوق العالمي للحياة البرية. | فضة                      | صورة جانبية لحضرة صاحب السمو الشيخ عيسى بن سلمان آل خليفة أمير دولة البحرين                                                                                               | صورة غزال عربي مع إبراز القيمة النقدية فئة 5 دنانير                                                       | الوزن(19.44 ) الأبعاد 36       |
| 4 | 1990م       | الذكري السبعون لتأسيس صندوق حماية الطفولة                      | فضة                      | صورة جانبية لحضرة صاحب السمو الشيخ عيسى بن سلمان آل خليفة أمير دولة البحرين                                                                                               | صورة لأطفال يلعبون كرة القدم مع إبراز القيمة النقدية فئة 5 دنانير                                         | الوزن(19.44 ) الأبعاد 36       |
| 5 | 1998م       | من أجل أطفال العالم                                            | فضة                      | صورة جانبية لحضرة صاحب السمو الشيخ عيسى بن سلمان آل خليفة أمير دولة البحرين                                                                                               | صورة لأطفال يلعبون لعبة التيله مع إبراز القيمة النقدية فئة 5 دنانير                                       | الوزن(19.44 ) الأبعاد 36       |
| 6 | 2004م       | انعقاد سباق الفورملا1 في مملكة البحرين                         | ألمنيوم- برونز- كوبرنيكل | شعار حلقة سباق البحرين الدولية | قيمة العملة 100فلس                                                                                        | الوزن (6جرام) الأبعاد 24       |
| 7 | 2014م       | مرور عشرة أعوام لانطلاقة سباقات الفورملا1في مملكة البحرين      | ألمنيوم- برونز- كوبرنيكل | صورة برج الصخير لكبار الشخصيات القائم في حلبة البحرين الدولية وعلى هامش العملة كتبت عبارة "مملكة البحرين واسم جائزة البحرين الكبرى" والتاريخ 2004-2014م باللغة الانجليزية | قيمة العملة 100فلس                                                                                        | الوزن (6جرام) الأبعاد 24       |

### ثالثاً: العملات التذكارية للمملكة العربية السعودية.
| م | سنة الاصدار | المناسبة                                           | الفئة          | الوجه | الخلف | ملاحظات                                              |
| - | ----------- | -------------------------------------------------- | -------------- | --- | --- | ---------------------------------------------------- |
| 1 | 1997م       | مرور مئة عام على تأسيس المملكة العربية السعودية    | ورقية 200 ريال | يتوسط الورقة صورة تمثل الملك عبد العزيز(يرحمه الله)، يليها من اليمين العلامة المائية ورقم التسلسل، يمين الورقة صورة تمثل باب قصر المصمك، يعلوها اسم مؤسسة النقد باللغة العربية، وأسفل منها قيمة الورقة باللغة العربية، يسار الورقة خيط الأمان والطبقة المعدنية التي تحتوي على شعار مؤسسة النقد يحيط بها بشكل متكرر شعار المملكة، أسفل الورقة توقيع وزير المالية والمحافظ. | يتوسط الورقة صورة تمثل قصر المصمك، يعلوها اسم مؤسسة النقد باللغة الانجليزية، اسفل منها قيمة الورقة باللغة الانجليزية، يمين الورقة شعار مناسبة تأسيس المملكة.               | القياس 163×73ملم عملة رسمية متداولة اللون: بني       |
| 1 | 1997م       | مرور مئة عام على تأسيس المملكة العربية السعودية    | ورقية 20 ريالاً | يتوسط الورقة صورة تمثل الملك عبد العزيز (يرحمه الله)، يليها من اليمين صورة تمثل مسجد قباء يعلوها اسم مؤسسة النقد وقيمة الورقة باللغة العربية، والطبقة المعدنية التي تحتوي على شعار مؤسسة النقد يحيط بها بشكل متكرر شعار المملكة، يسار الورقة العلامة المائية وخيط الأمان ورقم التسلسل، أسفل الورقة توقيع وزير المالية والمحافظ.                                           | يتوسط الورقة صورة تمثل جبل النور في مكة المكرمة، يعلوها اسم مؤسسة النقد باللغة الانجليزية وأسفل منها قيمة الورقة باللغة الانجليزية، يسار الورقة شعار مناسبة تأسيس المملكة. | القياس 152×69 ملم عملة رسمية متداولة اللون: أزرق     |
| 2 | 2020م       | رئاسة المملكة العربية السعودية لقمة مجموعة العشرين | ورقية 20 ريال  | صورة خادم الحرمين الشريفين الملك سلمان بن عبد العزيز آل سعود ، وشعار رئاسة المملكة لمجموعة العشرين (G20) بشكل ثلاثي الأبعاد. | خريطة العالم موضحاً عليها دول مجموعة العشرين بلون مختلف | القياس 152×69 ملم عملة رسمية متداولة اللون: أرجواني. |

### رابعاً: العملات التذكارية لسلطنة عمان
| م  | سنة الاصدار | المناسبة                                                                                | الفئة     | الوجه                                                                           | الخلف                                                                               | ملاحظات                    |
| -- | ----------- | --------------------------------------------------------------------------------------- | --------- | ------------------------------------------------------------------------------- | ----------------------------------------------------------------------------------- | -------------------------- |
| 1  | 1961م       | اصدار السلطان سعيد بن تيمور نصف ريال سعيدي كعملة وطنية لاستخدامها في التداول في السلطنة | فضة       | شعار عمان كتب من أعلاه عبارة"سعيد بن تيمور" ومن أسفله عبارة " سلطان مسقط وعمان" | في المنتصف قيمة العملة حسابياً ومن أعلي عبارة "نصف ريال سعيدى" ومن الأسفل تاريخ 1381 | 0.5 ريال                   |
| 2  | 1987م       | الذكري الخامسة والعشرون للصندوق العالمي للحياة البرية                                   | فضة       | شعار سلطنة عمان                                                                 | صورة لصفر كبير وآخر صغير                                                            | 2.5 ريال                   |
| 3  | 1991م       | الذكري السبعون لصندوق إنقاذ الطفولة                                                     | فضة       | شعار سلطنة عمان                                                                 | صورة لثلاثة من الصبية                                                               | 2.5 ريال                   |
| 4  | 1993م       | عام الشباب الذي تم اطلاقه خلال العيد الوطني الثالث والعشرون.                            | فضة- ذهب  |                                                                                 |                                                                                     | ريال واحد                  |
| 5  | 1994م       | اليوم الوطني الرابع والعشرون                                                            | فضة- ذهب  |                                                                                 |                                                                                     | ريال واحد ذهب نصف ريال فضة |
| 5  | 1994م       | الذكري 250 لحكم أسرة البوسعيد في سلطنة عمان                                             | فضة - ذهب |                                                                                 |                                                                                     | ريال واحد                  |
| 6  | 1995م       | الذكرى الخمسون لإنشاء الأمم المتحدة 1945-1995                                           | فضة       |                                                                                 |                                                                                     |                            |
| 6  | 1995م       | العيد الوطني الخامس والعشرون (اليوبيل الفضي)                                            | فضة- ذهب  |                                                                                 |                                                                                     | 10 ريال                    |
| 6  | 1995م       | العيد الوطني الخامس والعشرون                                                            | ذهب - فضة |                                                                                 |                                                                                     | ريال واحد                  |
| 6  | 1995م       |                                                                                         | ذهب       |                                                                                 |                                                                                     | 5 ريال                     |
| 6  | 1995م       |                                                                                         | ذهب       |                                                                                 |                                                                                     | 20 ريال                    |
| 6  | 1995م       |                                                                                         | ذهب       | شعار سلطنة عمان                                                                 | صورة السلطان قابوس                                                                  | 25 ريال                    |
| 7  | 1998        | العيد الوطني الثامن والعشرون                                                            | ذهب       |                                                                                 |                                                                                     |                            |
| 8  | 1999م       | العيد الوطني التاسع والعشرون                                                            | ذهب       |                                                                                 |                                                                                     |                            |
| 9  | 2004م       | الاحتفال بنتيجة التعداد الوطني الذي أجري عام 2003م                                      | فضة - ذهب |                                                                                 |                                                                                     |                            |
| 10 | 2005        | اليوم الوطني الخامس والثلاثون                                                           | فضة - ذهب |                                                                                 |                                                                                     | ريال واحد                  |
| 11 | 2008        | قمة دول الخليج العربي التاسعة والعشرون                                                  | فضة       |                                                                                 |                                                                                     | ريال واحد                  |
| 11 | 2008        | اليوم الوطني الثامن والثلاثون                                                           | فضة       |                                                                                 |                                                                                     | ريال واحد                  |
| 12 | 2011        | اليوبيل الفضي لجامعة السلطان قابوس                                                      | فضة       | شعار سلطنة عمان                                                                 | شعار جامعة السلطان قابوس                                                            | ريال واحد                  |
| 12 | 2011        | دار الأوبرا الملكية                                                                     | فضة - ذهب | شعار سلطنة عمان                                                                 | صورة لدار الأوبرا الملكية                                                           | ريال واحد                  |
| 13 | 2012م       | مسقط عاصمة السياحة العربية                                                              | فضة       |                                                                                 |                                                                                     | ريال واحد                  |
| 14 | 2015        | اليوم الوطني الخامس والأربعون                                                           | فضة ذهب   |                                                                                 |                                                                                     | ريال واحد                  |
| 14 | 2015        | نزوى عاصمة الثقافة الإسلامية                                                            | فضة       |                                                                                 |                                                                                     | ريال واحد                  |
| 15 | 2016        | مجموعة عملات الحرف العمانية                                                             | فضة       |                                                                                 |                                                                                     | ريال واحد                  |

### خامسًا: العملات التذكارية لدولة قطر
| م | سنة الاصدار | المناسبة                 | المعدن         | فئة العملة | قيمة العملة | مواصفات العملة                | ملاحظات                                                                |
| - | ----------- | ------------------------ | -------------- | ---------- | ----------- | ----------------------------- | ---------------------------------------------------------------------- |
| 1 | 2022        | أستضافة بطولة كأس العالم | النحاس/النيكل  | معدنية     | واحد ريال   | الوزن 9.59 جرام القطر 30 ملم  |                                                                        |
| 1 | 2022        | أستضافة بطولة كأس العالم | الفضة          | معدنية     | 5 ريالات    | الوزن 1 أونصة القطر 37 ملم    |                                                                        |
| 1 | 2022        | أستضافة بطولة كأس العالم | ذهب            | معدنية     | 10 ريالات   | الوزن 7.78 جرام القطر 20 ملم  |                                                                        |
| 1 | 2022        | أستضافة بطولة كأس العالم | ذهب (1 أونصة)  | معدنية     | 50 ريال     | الوزن 1 أونصة القطر 37        |                                                                        |
| 1 | 2022        | أستضافة بطولة كأس العالم | ذهب (5 أونصات) | معدنية     | 100 ريال    | الوزن 5 أونصات القطر 65 ملم   |                                                                        |
| 1 | 2022        | أستضافة بطولة كأس العالم | فضة (5 أونصات) | معدنية     | 10 ريال     | الوزن 5 أونصات القطر 65 ملم   |                                                                        |
| 1 | 2022        | أستضافة بطولة كأس العالم | ذهب (سبيكة)    | معدنية     | 20 ريال     | الوزن 1 أونصة القطر 38.6 جرام |                                                                        |
| 1 | 2022        | أستضافة بطولة كأس العالم |                | ورقية      | 22 ريال     |                               | أول عملة ورقية تذكارية يصدرها مصرف قطر المركزي باستخدام مادة البوليمار |

### سادساً: العملات التذكارية لدولة الكويت
| م  | سنة الاصدار | المناسبة | المعدن    | المواصفات                                                            | ملاحظات                                                         |
| -- | ----------- | --- | --------- | -------------------------------------------------------------------- | --------------------------------------------------------------- |
| 1  | 2021        | الذكري الأربعون لتأسيس مجلس التعاون لدول الخليج العربية (1981-2021)                                          | مذهبة     | الوزن28.28 جرام القياس 38.61 ملم                                     | فضة خالصة مطلية بالذهب                                          |
| 1  | 2021        | الذكري الستون لاصدار النقد الكويتي                                                                           | مذهبة     | الوزن28.28 جرام القياس 38.61 ملم                                     | قضة خالصة مطلية بالذهب في بعض الأجزاء                           |
| 1  | 2021        | الذكرى الثلاثون لتحرير دولة الكويت                                                                           | مذهبة     | الوزن28.28 جرام القياس 38.61 ملم                                     | فضة خالصة مطلية بالذهب                                          |
| 1  | 2021        | الذكرى الستون للعيد الوطني لدولة الكويت                                                                      | مذهبة     | الوزن28.28 جرام القياس 38.61 ملم                                     | فضة خالصة مطلية بالذهب                                          |
| 2  | 2019        | الذكري الخامسة والستون على تأسيس الخطوط الجوية الكويتية                                                      | مذهبة     | الوزن28.28 جرام القياس 38.61 ملم                                     | فضة خالصة مطلية بالذهب                                          |
| 2  | 2019        | الذكرى الخامسة لتسمية حضرة صاحب السمو الشيخ صباح الأحمد الجابر الصباح أمير دولة الكويت قائدًا للعمل الإنساني  | مذهبة     | الوزن28.28 جرام القياس 38.61 ملم                                     | فضة خالصة مطلية بالذهب                                          |
| 3  | 2018        | ذكرى اليوبيل الذهبي لإنشاء بنك الكويت المركزي                                                                | مذهبة     | الوزن28.28 جرام القياس 38.61 ملم                                     | فضة خالصة مطلية بالذهب                                          |
| 4  | 2017        | ذكرى افتتاح مبنى بنك الكويت المركزي الجديد                                                                   | مذهبة     | الوزن28.28 جرام القياس 38.61 ملم                                     | فضة خالصة مطلية بالذهب                                          |
| 5  | 2016        | ذكري تسمية الكويت عاصمة الثقافة الإسلامية                                                                    | مذهبة     | الوزن28.28 جرام القياس 38.61 ملم                                     | فضة خالصة مطلية بالذهب                                          |
| 5  | 2016        | الذكرى المئة والثلاثون لاصدار أول عملة معدنية كويتية "بيزة"                                                  | مذهبة     | الوزن28.28 جرام القياس 38.61 ملم                                     | الفضة الخالصة المطلية بالذهب ملونة بالبرونز في الوسط            |
| 5  | 2016        | الذكرى الخامسة والخمسون للعيد الوطني لدولة الكويت                                                            | فضة مذهبة | الوزن28.28 جرام القياس 38.61 ملم                                     | الفضة الخالصة الفضة الخالصة المطلية بالذهب                      |
| 5  | 2016        | الذكرى الخامسة والعشرون لتحرير دولة الكويت (اليوبيل الفضي)                                                   | فضة مذهبة | الوزن28.28 جرام القياس 38.61 ملم                                     | الفضة الخالصة الفضة الخالصة المطلية بالذهب في بعض الأجزاء       |
| 5  | 2016        | الذكرى العاشرة لتولي حضرة صاحب السمو أمير البلاد الشيخ صباح الأحمد الجابر الصباح مقاليد الحكم في دولة الكويت | فضة مذهبة | الوزن28.28 جرام القياس 38.61 ملم                                     | الفضة الخالصة الفضة الخالصة المطلية بالذهب                      |
| 6  | 2014        | ذكرى تسمية حضرة صاحب السمو الشيخ صباح الأحمد الجابر الصباح أمير دولة الكويت قائدًا للعمل الإنساني لعام 2014   | فضة مذهبة | الوزن28.28 جرام القياس 38.61 ملم                                     | الفضة الخالصة الفضة الخالصة المطلية بالذهب                      |
| 7  | 2012        | الذكرى الخمسون للمصادقة على دستور دولة الكويت (اليوبيل الذهبي)                                               | فضة مذهبة | الوزن 140 جرام القياس 63 ملم الوزن 162 جرام القياس 63 ملم            | من البرونز المطلي بالفضة من الفضة الخالصة المطلية بالذهب        |
| 8  | 2011        | الذكرى الخمسون لطرح وحدة النقد الوطنية لدولة الكويت                                                          | فضة مذهبة | الوزن155.517 جرام القياس 65 ملم                                      | من الفضة الخالصة من الفضة الخالصة المطلية بالذهب في بعض الأجزاء |
| 8  | 2011        | الذكرى العشرون لتحرير دولة الكويت.                                                                           | فضة مذهبة | الوزن 72.5 جرام القياس 55 ملم                                        | من الفضة الخالصة من الفضة الخالصة المطلية بالذهب في بعض الأجزاء |
| 8  | 2011        | الذكري الخمسون للعيد الوطني لدولة الكويت.                                                                    | فضة مذهبة | الوزن 155.517 جرام القياس 65 ملم                                     | من الفضة الخالصة من الفضة الخالصة المطلية بالذهب في بعض الأجزاء |
| 8  | 2011        | الذكرى الخامسة لتولي حضرة صاحب السمو أمير البلاد الشيخ صباح الأحمد الجابر الصباح مقاليد الحكم في دولة الكويت | فضة مذهبة | الوزن 155.517 جرام القياس 65 ملم                                     | من الفضة الخالصة من الفضة الخالصة المطلية بالذهب الكامل         |
| 9  | 2006        | الذكرى الخامسة عشر لتحرير دولة الكويت                                                                        | فضة مذهبة | الوزن 72.5 جرام القياس 55 ملم                                        | من الفضة الخالصة فضة خالصة مطلية بالذهب                         |
| 9  | 2006        | الذكرى الخامسة والأربعون للعيد الوطني لدولة الكويت.                                                          | فضة مذهبة | الوزن 72.5 جرام القياس 55 ملم                                        | من الفضة الخالصة فضة خالصة مطلية بالذهب                         |
| 10 | 2001        | الذكرى الأربعون للعيد الوطني لدولة الكويت                                                                    | فضة ذهب   | الوزن 72.5 جرام القياس 55 ملم الوزن 47.54 جرام القياس 38.61 ملم      | الفضة الخالصة الذهب الخالص                                      |
| 10 | 2001        | احتقالًا بذكري التحرير العاشرة لدولة الكويت                                                                   | ورقي      |                                                                      | واحد دينار                                                      |
| 11 | 2000        | ذكرى دخول القرن الحادي والعشرون                                                                              | فضة ذهب   | الوزن 72.5 جرام القياس 55 ملم الوزن 47.54 جرام القياس 38.61 ملم      | الفضة الخالصة الذهب الخالص                                      |
| 12 | 1996        | ذكرى مرور ثلاثين عاما على افتتاح جامعة الكويت                                                                | فضة       | الوزن 28.28جرام القياس 38.61 ملم                                     | الفضة الخالصة                                                   |
| 12 | 1996        | ذكري مرور خمسين عاما على تصدير أول شحنة نفط                                                                  | فضة ذهب   | الوزن 28.28 جرام القياس 38.61 ملم الوزن 16.966 جرام القياس 28.40 ملم | الفضة الخالصة الذهب الخالص                                      |
| 12 | 1996        | الذكري الخامسة لتحرير دولة الكويت                                                                            | فضة ذهب   | الوزن 28.28 جرام القياس 38.61 ملم الوزن 16.966 جرام القياس 28.40 ملم | الفضة الخالصة الذهب الخالص                                      |
| 12 | 1996        | الذكرى الخامسة والثلاثين علي العيد الوطني لدولة الكويت                                                       | فضة ذهب   | الوزن 28.28 جرام القياس 38.61 ملم الوزن 16.966 جرام القياس 28.40 ملم | الفضة الخالصة الذهب الخالص                                      |
| 13 | 1995        | الذكرى الخمسون علي انشاء الامم المتحدة                                                                       | فضة       | الوزن 28.28 جرام القياس 38.61 ملم                                    | الفضة الخالصة                                                   |
| 14 | 1994م       | ذكرى اليوبيل الفضي لغنشاء بنك الكويت المركزي                                                                 | فضة       | الوزن 72.5 جرام القياس 55 ملم                                        | الفضة الخالصة                                                   |
| 15 | 1993        | أحتفال بذكري التحرير الثانية لدولة الكويت                                                                    | ورقية     |                                                                      | واحد دينار                                                      |
| 16 | 1991        | الذكرى الأولى لتحرير دولة الكويت                                                                             | فضة ذهب   | الوزن 28.28 جرام القياس 38.61 ملم الوزن 16.966 جرام القياس 28.40 ملم | الفضة الخالصة الذهب الخالص                                      |
| 17 | 1987        | ذكرى مؤتمر القمة الإسلامي الخامس                                                                             | فضة ذهب   | الوزن 33.625 جرام القياس 40 ملم الوزن 16.966 جرام القياس 28.40 ملم   | الفضة الخالصة الذهب الخالص                                      |
| 18 | 1986        | الذكرى الخامسة والعشرون للعيد الوطني لدولة الكويت                                                            | ذهب       | الوزن 16.966 جرام القياس 28.40 ملم                                   | الذهب الخالص (22 قيراط)                                         |
| 18 | 1986        | الذكرى الخامسة والعشرون لطرح وحدة النقد الوطنية لدولة الكويت                                                 | فضة       | الوزن 33.625 جرام القياس 40 ملم                                      | الفضة الخالصة                                                   |
| 19 | 1981        | الذكرى العشرون للعيد الوطني لدولة الكويت.                                                                    | فضة ذهب   | الوزن 28.28 جرام القياس 38.61 ملم الوزن 15.98 جرام القياس 28.40 ملم  | الفضة الخالصة الذهب الخالص                                      |
| 20 | 1980        | ذكرى دخول القرن الخامس عشر الهجري                                                                            | فضة ذهب   | لوزن 28.28 جرام القياس 38.61 ملم الوزن 15.98 جرام القياس 28.40 ملم   | الفضة الخالصة الذهب الخالص                                      |
| 21 | 1976        | الذكرى الخامسة عشر للعيد الوطني لدولة الكويت                                                                 | فضة       | الوزن 28.276 جرام القياس 38.60ملم                                    | الفضة الخالصة                                                   |